# Adolf Maria Pinkas
Adolf Maria Pinkas (27. ledna 1800 Praha – 28. září 1865 Praha) byl český politik, jedna z hlavních postav revoluce v roce 1848, představitel konzervativně-liberálního proudu, národnostně nevyhraněný.

## Biografie
Narodil se jako syn zemského advokáta Karla Pinkase. Vystudoval právo na Karlo-Ferdinandově univerzitě v Praze a na univerzitě v Heidelbergu. Během studií byl členem burschenschaftu. V roce 1823 získal titul doktora práv a pracoval zprvu pro svého otce. V roce 1832 se stal advokátem, od roku 1847 ve vlastní advokátní kanceláři. Angažoval se i ve veřejném životě. Působil jako dopisovatel lipských novin Die Grenzboten.
V roce 1848 se aktivně zapojil do revoluce v Rakouském císařství. Už 11. března ho zvolili do Svatováclavského výboru, kde patřil mezi předáky liberálního měšťanstva. Již v prvních dnech se výrazně podílel na debatách okolo stylizace české petice, která měla být předložena panovníkovi. 13. března dokonce sám vypracoval návrh znění tohoto prohlášení, který předložil následující den schůzi výboru. Na rozdíl od jiných pražských předáků v něm upřednostnil národní svébytnost, ale upozadil státoprávní otázky. Zároveň mírněji formuloval tematiku zrušení roboty. Návrh vzbudil polemiku, ale projednávání bylo dočasně zastaveno poté, co dorazily zprávy o revolučních událostech ve Vídni. Vzhledem k obratu ve Vídni se ovšem Svatováclavský výbor stal najednou z ad hoc opozičního spolku fakticky oficiálním reprezentantem lidu. Vstoupili do něj členové pražské honorace a Pinkasův návrh byl nyní všeobecně přijatelný a ještě 14. března vystaven k veřejnému podpisu. Pinkas poté byl členem deputace vyslané z Prahy za císařem. Delegace mezitím ve Vídni pod dojmem dalšího posunu k liberalizaci předložila dvoru kromě Pinkasovy verze petice i radikálněji formulovanější návrh od Františka Augusta Braunera. Později byl Pinkas i členem Národního výboru coby nástupce Svatováclavského výboru. Ve volbách roku 1848 byl zvolen také na rakouský ústavodárný Říšský sněm. Zastupoval volební obvod Praha-město III v Čechách. Uvádí se jako zemský advokát. Patřil ke sněmovní pravici. Na sněmu představoval nejaktivnější jádro českých poslanců. Účastnil se debat o státoprávním uspořádání říše. V červenci 1848 byl zvolen do třicetičlenného parlamentního ústavního výboru. Na práci parlamentu se podílel i po přesídlení sněmu do Kroměříže. Názorově ho historik Otto Urban hodnotí jako skeptika, který již koncem roku 1848 dával najevo, že revoluce je poražena a parlament je v defenzivě. Profiloval se jako centrista. V debatě okolo utváření Národní gardy například navrhoval, aby do ní byli přijímání jen majetní a inteligentní lidé.

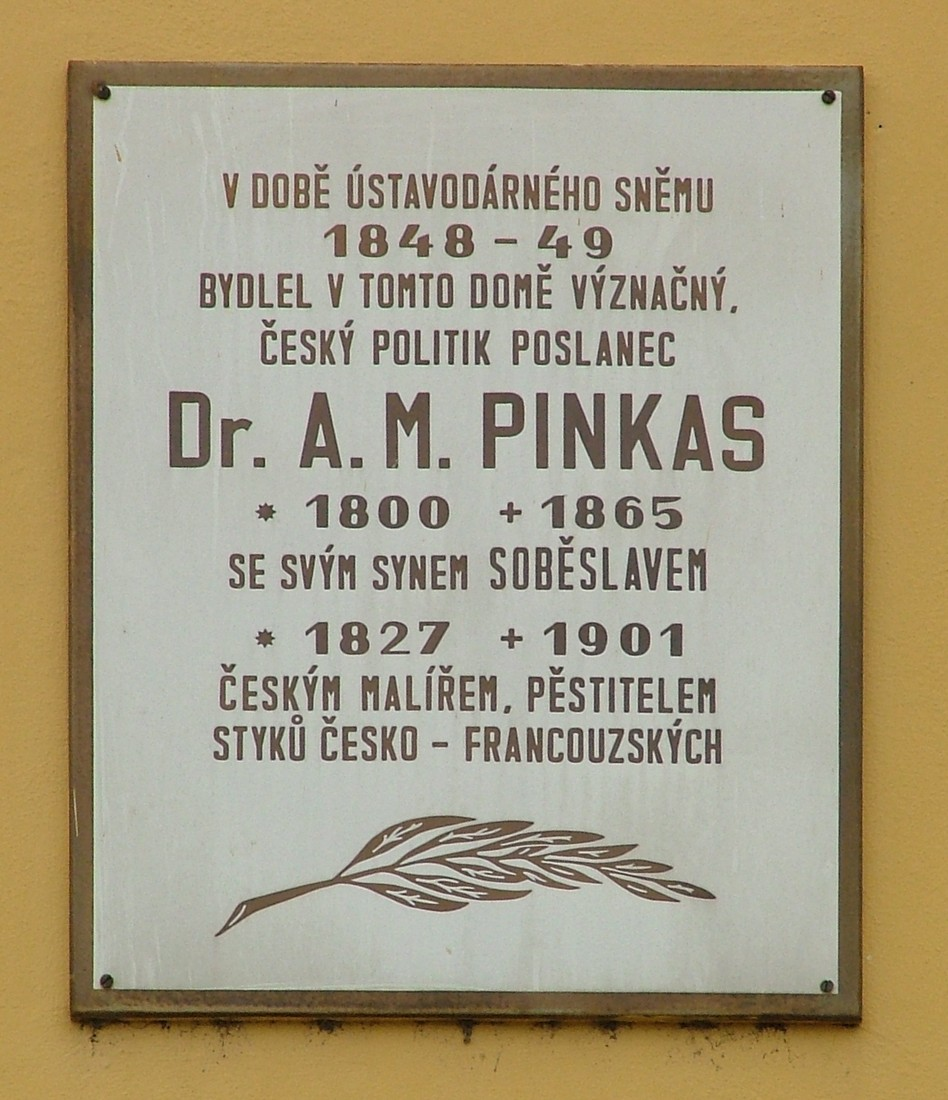
Pamětní deska v Kroměříži na domě, kde byl ubytován v době konání Říšského sněmu i se svým synem Soběslavem

V státoprávních otázkách byl zastáncem centralistického pojetí. V lednu 1849 na sněmu navrhl jako kompromis mezi stoupenci utváření etnických samosprávných celků a historických zemí rozdělit historické zemské celky na národní kurie. Zároveň byl stoupencem omezení volebního práva (volební cenzus). Poslancem sněmu v Kroměříži byl až do rozpuštění sněmu v březnu 1849. Vláda ho následně, coby představitele umírněného politického proudu, pozvala na konzultace do Vídně, ale Pinkas odmítl. V době po porážce revoluce se ještě občasně veřejně angažoval. Zasazoval se například ve prospěch Františka Ladislava Riegra, kterému tehdy hrozilo zatčení pro údajné kontakty se zahraničním demokratickým exilem.
Od května 1849 okolo něj vznikla skupina aktivistů, kteří zamýšleli vydávat německy tištěný politický list, orientovaný ve federalistickém stylu. První číslo tohoto časopisu s názvem Union vyšlo v listopadu 1849. Do listu slíbil napsat úvodník i František Palacký, ale Pinkas jeho text odmítl uveřejnit s tím, že Palacký přeceňuje národnostní princip. Zatímco Palacký a čeští liberálové ustupovali ze scény, Pinkas naopak dočasně své aktivity posiloval. Jako člen městské rady v Praze navrhl v lednu 1850 děkovnou adresu vládě za vypracování zemských ústav, se zdvořilou žádostí o odvolání výjimečného stavu. I tato opatrná a loajalistická ústupová taktika ale dlouhodobě neuspěla a vláda se v následné dekádě opřela o vyloženě konzervativní establishment. Z politiky byl Pinkas vytlačen krátce poté a list Union přestal vycházet.
Do politiky se znovu zapojil po obnově ústavního života. Na podzim roku 1860 byl členem redakce listu Čas, který sdružoval nesourodou skupinu kritickou k politickému vůdcovství Františka L. Riegra. Historik Otto Urban Pinkase tehdy označuje za konzervativního liberála. Po vydání říjnového diplomu byl zvolen do samosprávy města Prahy. Usiloval neúspěšně i post pražského starosty.
V zemských volbách v Čechách v roce 1861 pak byl zvolen do Českého zemského sněmu. Zde setrval do roku 1865 a do roku 1865 byl také členem zemského výboru. Ve volbách roku 1861 byl zvolen za městskou kurii v obvodu Praha-Malá Strana. V kampani měl podporu českého volebního výboru. Sám Pinkas ale nebyl národnostně vyhraněný a na zemském sněmu podporoval německorakouské centralisty z Ústavní strany.
Podporoval podnikání žibnostníků a patřil k zakladatelům Hypoteční banky Království českého.
Po jeho smrti ho na zemském sněmu v jeho volebním okrsku nahradil Eduard Schubert.
Jeho manželkou byla od roku 1826 Karolina von Schauroth, dcera generála Karla Augusta von Schauroth a jeho ženy Františky, rozené Dačické z Heslova. Měli společně syna, malíře Soběslava Pinkase, otce právníka a mladočeského politika Ladislava Pinkase. Pravnukem Adolfa a Karoliny Pinkasových byl český herec Jiří Voskovec.